# 阿德萊德還押中心
阿德萊德還押中心（英語：Adelaide Remand Centre）是澳洲南澳州阿德萊德的一座高度設防監獄，用於關押還押候審的男性囚犯。該監獄戒備森嚴，位於阿德萊德商業中心區的居利街。截至2020年7月，該監獄可容納274名囚犯，由信佳集團私人管理。

## 外部連結
- Adelaide Remand Centre